# 私與外國訂約罪
私與外國訂約罪是中華民國的一條法律，屬於刑法第113條。

## 條文內容
|  | 應經政府允許之事項，未受允許，私與外國政府或其他派遣之人為約定者，處無期徒刑或七年以上有期徒刑。 |

## 爭議
- 「外國政府」的定義：
  - 本條文的其中一個爭議，在於對「外國政府」的定義，特別是當條約與中華人民共和國相關時，中共政府應否被視作「外國政府」處理。在2005年4月，時任國民黨副主席的江丙坤就曾因為代表中國國民黨與中國共產黨簽署九加一项协议，被民眾以這條罪告發。